# Lingua estremegna
La lingua estremegna o estremadurana  (nome nativo estremeñu, in spagnolo extremeño) è una lingua iberica occidentale parlata in Spagna, nella comunità autonoma di Estremadura, e in Portogallo. È una varietà di transizione tra leonese e spagnolo. A volte è considerato un dialetto dello spagnolo, ed altre considerato una lingua asturo-leonese. È generalmente considerata una lingua asturo-leonese.

## Distribuzione geografica
Secondo Ethnologue, nel 1994 risultavano circa 200.000 locutori di estremegno, concentrati nella comunità autonoma spagnola di Estremadura, più una piccola comunità linguistica di 1.500 persone nella zona confinante del Portogallo, attorno a Barrancos.

## Classificazione
I linguisti concordano nell'inserire l'estremegno nelle lingue iberiche occidentali, ma sulla sua successiva classificazione ci sono discordanze. Secondo Ethnologue la lingua estremegna appartiene al gruppo castigliano, mentre per altri (tra cui Ramón Menéndez Pidal, Manuel Alvar ed Emilio Alarcos Llorach) appartiene alle lingue asturiano-leonesi.

## Esempi
| Estremegno                                   | Spagnolo                                       | Italiano                                       |
| -------------------------------------------- | ---------------------------------------------- | ---------------------------------------------- |
| Alemaña es un país assitiau n’Uropa.         | Alemania es un país ubicado en Europa.         | Germania è un Paese situato in Europa.         |
| El perru es un mamíferu carnívoru.           | El perro es un mamífero carnívoro.             | Il cane è un mammifero carnivoro.              |
| Los arvus son más grandis que otras prantas. | Los árboles son más grandes que otras plantas. | Gli alberi sono più grandi delle altre piante. |